# La Ricamarie
La Ricamarie is een gemeente in het Franse departement Loire (regio Auvergne-Rhône-Alpes). De plaats maakt deel uit van het arrondissement Saint-Étienne en van het gemeentelijk samenwerkingsverband Saint-Étienne Métropole. La Ricamarie telde op 1 januari 2022 8.162 inwoners.

## Geschiedenis
Tot de 17e eeuw heette de plaats Tiregarne. De plaats nam de naam over van een gehucht La Ricamarie, dat op zijn beurt naar een landeigenaar was genoemd. Al in 1709 was er steenkoolontginning met drie mijnen. La Ricamarie werd een zelfstandige gemeente in 1843. In dat jaar waren er vier firma's actief die steenkool dolven.
In 1983 sloot de laatste steenkoolmijn.

## Geografie
De oppervlakte van La Ricamarie bedroeg op 1 januari 2022 6,95 vierkante kilometer; de bevolkingsdichtheid was toen 1.174,4 inwoners per km². De gemeente ligt in de vallei van de Ondaine en grenst in het oosten aan Saint-Étienne.

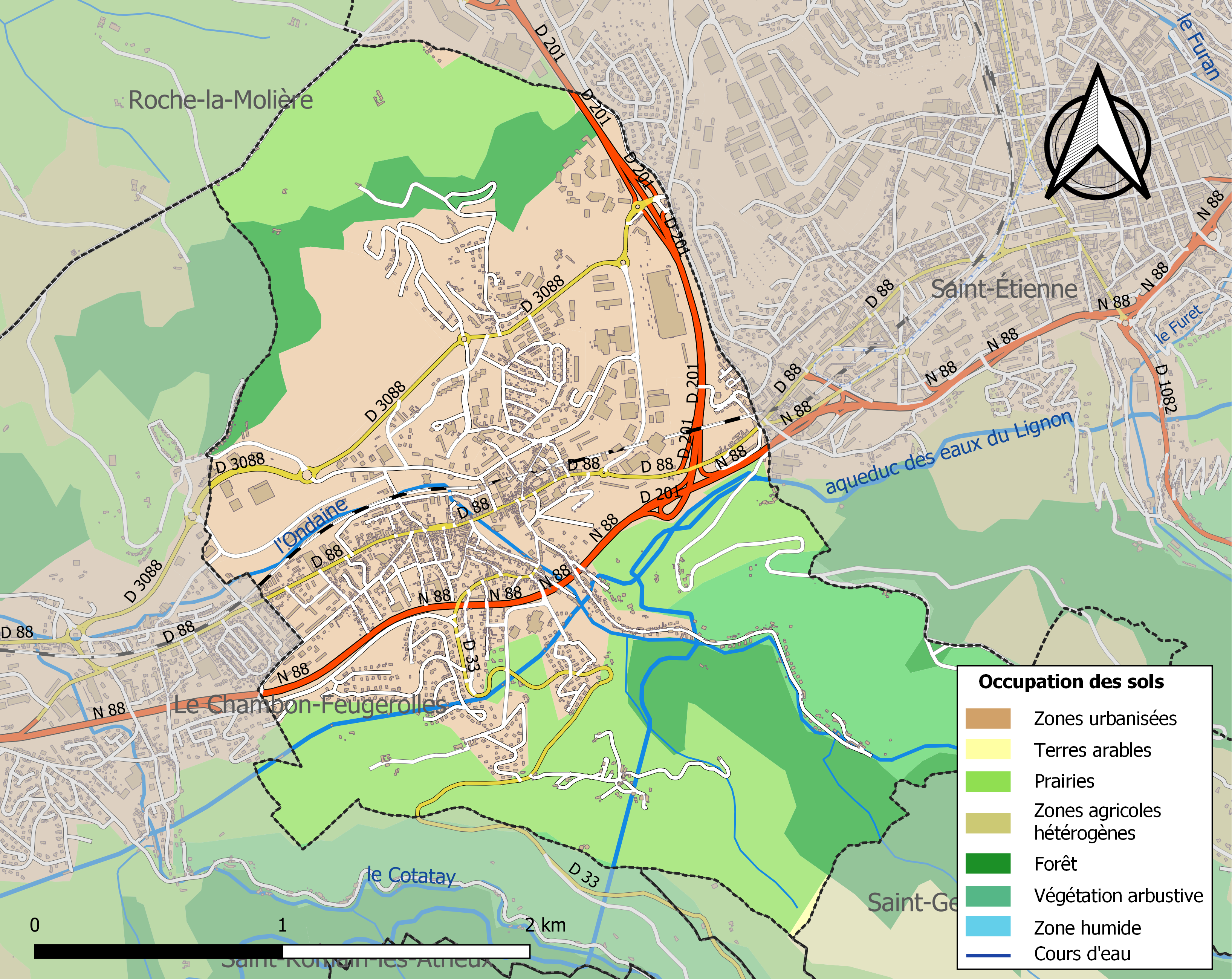
Kaart van de gemeente met de belangrijkste infrastructuur, bodemgebruik en omliggende gemeenten

## Demografie
Onderstaande figuur toont het verloop van het inwonertal (bron: INSEE-tellingen).